# Saint-Étienne-sur-Blesle
Saint-Étienne-sur-Blesle (okzitanisch Sent Estefa de Bleila) ist eine französische Gemeinde mit 54 Einwohnern (Stand 1. Januar 2022) im Département Haute-Loire in der Region Auvergne-Rhône-Alpes (vor 2016 Auvergne). Sie liegt im Arrondissement Brioude und im Kanton Sainte-Florine. 

## Geographie
Saint-Étienne-sur-Blesle liegt etwa 65 Kilometer nordwestlich von Le Puy-en-Velay. Umgeben wird Saint-Étienne-sur-Blesle von den Nachbargemeinden Autrac im Norden, Blesle im Osten, Auriac-l’Église im Süden und Südosten, Laurie im Süden und Westen sowie Leyvaux im Westen und Nordwesten.

## Bevölkerungsentwicklung
| Jahr                       | 1962 | 1968 | 1975 | 1982 | 1990 | 1999 | 2006 | 2011 | 2017 |
| Einwohner                  | 98   | 85   | 72   | 75   | 79   | 52   | 47   | 51   | 55   |
| Quellen: Cassini und INSEE |      |      |      |      |      |      |      |      |      |

## Sehenswürdigkeiten
- Kirche L’Invention-de-Saint-Étienne